# 데지레-에밀 앵겔브레슈트
데지레-에밀 앵겔브레슈트(프랑스어: Désiré-Émile Inghelbrecht, 1880년 9월 17일 ~ 1965년 2월 14일)는 파리 출생으로, 아버지가 파리 국립 오페라의 비올라 연주자, 어머니도 피아노와 바이올린 연주자라는 환경에서 성장했고, 7세부터 파리 음악원에서 바이올린과 화성법을 배웠다. (단, 16세에 근처 카페에서 바이올린을 연주하는 모습이 포착되어 퇴학 처분을 받는다)
지휘 활동은 1905년, 25세 때부터 시작하여, 1908년 플로랑 슈미트; "살로메의 비극"을 초연했으며, 라벨 및 루셀 등 새로운 음악을 다루었다. 1911년 "성 세바스찬의 순교" 초연 때에는 합창 지휘를 역임하고, 이듬해에는 전곡의 지휘도 했다. 클로드 드뷔시와의 친분은 작곡가가 죽을 때까지 계속되어, 국내외에서 드뷔시의 전문가로 알려지게 된다.
1913년 샹젤리제 극장의 지휘자로 취임해서, 모데스트 무소륵스키의 "보리스 고두노프" 원전 판의 프랑스 초연 등을 다루었다. 1921년 장 뵈를린이 주도하는 스웨덴 발레단의 지휘자로서, 미요, 오리크, 오네게르, 프랑크, 타유페르의 합작 발레인 "에펠탑의 신부"를 초연했다.
제1차 세계 대전 후 파리 오페라 코미크 (1924 ~ 25), 파들루 관현악단 (1928 ~ 32), 알제리 오페라 (1929 ~ 30)의 지휘자를 역임했고, 1934년 신설된 프랑스 국립 방송 관현악단의 초대 수석 지휘자에 임명된다. 단기간에 이 악단의 수준을 일류로 끌어 올렸지만, 제2차 세계 대전이 발생하여, 오케스트라는 본거지를 렌과 마르세유로 옮기고 1943년에 파리로 돌아온다. 드뷔시 서거 25주년을 맞아 천 번째 연주회를 계획하지만, 점령 세력이 제안한 프로그램에 지휘하기를 거절하자, 피에르 라발 총리의 명령으로 지위 정지 통지를 받는다. 전후에는 파리 오페라의 음악 감독 (1945 ~ 50)을 역임하고, 1951 ~ 58년에는 프랑스 국립 방송 관현악단 수석 지휘자로 복귀하면서, 샹젤리제 극장 등에서도 지휘 활동을 했다.
한편, 작곡가로서도 활동하여, 피아노곡 "어린이 방"(전 5권), "레퀴엠", 발레 음악 "이브의 변용" 등의 작품이 있다.